# 20e escadre de chasse
La 20e escadre de chasse  est une unité de chasse de l'Armée de l'air (France) qui fut opérationnelle du 1er avril 1956 au 1er février 1964.

## Historique

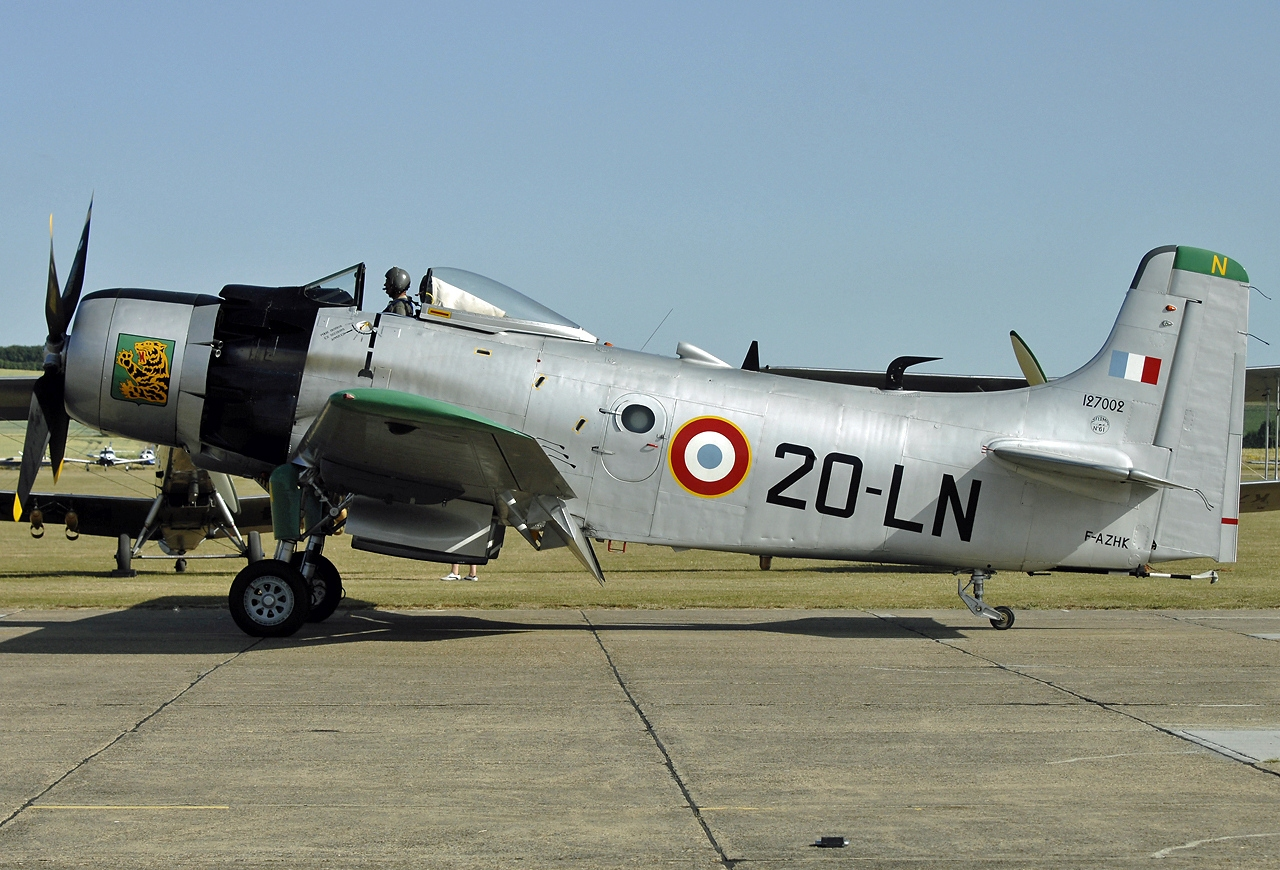
AD-4NA restauré aux couleurs du 1/20 Aurès Nementcha

Elle est créer pour effectuer de l'appui-feu au profit des forces françaises durant la guerre d'Algérie.

## Escadrons
- Escadron de chasse 1/20 Aurès Nementcha (du 1er avril 1956 au 30 septembre 1963)
- Escadron de chasse 2/20 Ouarsenis (du 1er avril 1956 au 14 novembre 1963)
- Escadron de chasse 3/20 Oranie  (du 25 juillet 1960 au 1er février 1964)

## Bases
- BA 141 Oran : du 1er avril 1956 au 25 novembre 1963 et du 14 novembre 1963 au 1er février 1964
- BA142 Boufarik : du 25 novembre 1963 au 14 novembre 1963

## Appareils
- Republic P-47D Thunderbolt : du 1er avril 1956 à septembre 1957
- De Havilland Mistral : : de septembre 1957 à avril 1960
- Douglas AD-4N Skyraider : d'avril 1960 au 1er février 1964